# ロクマリア
ロクマリア （フランス語:Locmaria、ブレイス語:Lokmaria-ar-Gerveur）は、フランス、ブルターニュ地域圏、モルビアン県のコミューン。ベル・イル島にある4つのコミューンのうちの1つである。ブルターニュ地域圏最南部のコミューンとなる。

## 人口統計
| 1962年 | 1968年 | 1975年 | 1982年 | 1990年 | 1999年 |
| ------ | ------ | ------ | ------ | ------ | ------ |
| 634    | 580    | 565    | 602    | 618    | 705    |